# Dominic Peitz
Dominic Peitz (Geseke, 11 settembre 1984) è un ex calciatore tedesco, di ruolo centrocampista.

## Palmarès

### Club

#### Competizioni nazionali
- 3. Liga: 1

Karlsruhe: 2012-2013